# Singet dem Herrn ein neues Lied (BWV 225)
Pour l’article homonyme, voir Singet dem Herrn ein neues Lied.
Pour un article plus général, voir Motets de Jean-Sébastien Bach.
Singet dem Herrn ein neues Lied (Chantez au Seigneur un chant nouveau, BWV 225) est un grand motet d'anniversaire de Jean-Sébastien Bach. Il a été créé à Leipzig le 12 mai 1727, et se fonde sur le psaume 149:1–3 pour son premier mouvement, un hymne de Johann Gramann (1548) pour le second mouvement et le psaume 150:2 et 6 pour le troisième mouvement. Le texte détermine la structure de l'œuvre.
Ce motet, le plus célèbre des Motets de Jean-Sébastien Bach, est une des œuvres pour chœur les plus complexes et techniquement difficiles, composées par le musicien. John Eliot Gardiner estime qu'il « défie la sensibilité, l'agilité et la résistance de n'importe-quel chœur ».
Wolfgang Amadeus Mozart, lors de son passage à Leipzig en avril 1789 fut très fortement impressionné à l'écoute de ce motet. Friedrich Rochlitz relate : « Le chœur avait à peine chanté quelques mesures que Mozart se leva, stupéfait. Quelques mesures encore, et Mozart s'exclama : « Mais qu'est-ce donc que cela ? ». Son âme sembla alors se rétracter tout entière entre ses oreilles. Quand le motet fut terminé il cria, plein de joie : « Enfin une œuvre où je peux apprendre quelque chose ! » ». Mozart ne voulut pas partir avant d'avoir pu examiner les partitions à la bibliothèque (dont il conserve copie), à genoux, étalant les différentes parties à terre et sur les chaises autour de lui, et ne se releva pas avant d'avoir pu tout étudier complètement.
La première édition est parue au sein de l'intégrale en deux volumes des motets, chez Breitkopf & Härtel en 1802 et 1803.

## Origine et composition
La date et les raisons de la composition de ce motet ne sont pas connues avec certitude. On estime qu'il a dû être composé entre 1726 et 1727, et qu'il pourrait être un motet funèbre, composé en hommage à la reine Eberhardine de Brandebourg-Bayreuth, décédée le 5 septembre 1727, ou à la suite des dispositions testamentaires de Sabine Nathan, veuve fortunée décédée en 1612, qui avait exigé que des motets funèbres soient chantés en sa mémoire, le 26 septembre de chaque année (jour de sa fête), en l'église Saint-Nicolas ou Saint-Thomas de Leipzig.
Il pourrait s'agir également d'un motet de louanges, composé pour l'anniversaire du prince-électeur Frédéric-Auguste (l'époux de la reine Eberhardine), le 12 mai 1727. En effet, les composantes à la fois joyeuses et éclatantes, presque dansantes, de ce motet, qui appelle à « chanter au Seigneur un chant nouveau », et à « le louer par la harpe et la cithare, par la danse et le tambour, par les cordes, les flûtes et les cymbales sonores » (Psaume 150), peuvent être interprétées aussi bien comme des louanges que comme action de grâce des croyants envers Dieu, implorant son secours au terme d'une vie longue et difficile.
De plus, le thème de la mort se rencontre explicitement dans l'hymne constituant la seconde partie du motet : Gott weiss, wir sind nur Staub (« Dieu sait que nous ne sommes que poussière »), Also der Mensch vergehet, sein End, das ist ihm nah (« Ainsi passe l'homme, sa fin qui lui est proche »), ainsi que Gott, nimm dich ferner unser an ! (« Dieu, admet nous plus près de toi ») qui revient comme un leitmotiv, font davantage pencher la balance vers le motet funèbre.

## L’œuvre
Le motet est écrit pour huit voix en double chœur à quatre voix (soprano, alto, ténor et basse). La partie vocale peut être doublée colla parte avec des instruments.
L’œuvre est structurée de manière symétrique en trois parties principales. Les première et dernière parties sont elles-mêmes structurées selon un schéma prélude et fugue, tandis que la seconde partie alterne choral et aria, chaque type vocal étant affecté à un chœur.
Selon John Eliot Gardiner, ce motet renoue avec les racines du christianisme ancien, où la danse était non seulement autorisée mais aussi encouragée pour prier et adorer le Christ. Clément d'Alexandrie invoquait la nécessité, à la fin de la prière, d'« élever nos mains et nos têtes jusqu'aux cieux, et d'exercer nos pieds (pedes excitamus) pour le délice de l'esprit. ». Cela rejoint également la notion d'effervescence collective d'Émile Durkheim, un des fondements sociaux de la religion, fondée sur la passion et l'extase.
En effet, ce motet est une des œuvres vocales les plus dansantes et euphorisantes de Bach. Par l'écriture, la complexité du contrepoint, des oppositions, Bach arrive à donner véritablement l'impression que tous les instruments sont invoqués pour louer le Seigneur, mais aussi les percussions, par un usage judicieux des consonnes de l'allemand. La fugue finale du motet, quant à elle, figure une sorte de transe spirituelle, qui réunit en un seul les deux chœurs jusqu'ici séparés.

### Première partie: Chœur
Ce double chœur est constitué d'un prélude et d'une fugue et le texte provient des trois premiers versets du Psaume 149. Il est un appel au chant et à la danse, avec le mot Singet répété au total près de cinquante fois.

#### Prélude
| « Singet dem Herrn ein neues Lied, Die Gemeine der Heiligen sollen ihn loben. Israel freue sich des, der ihn gemacht hat. » |  |  | « Chantez au Seigneur un chant nouveau, La congrégation des saints le louera. Israël se réjouit en lui, qui l'a créé. » |
Chaque phrase du psaume reçoit un traitement musical séparé. La première phrase Singet dem Herrn est un véritable appel au chant, où un chœur appelle tandis que l'autre vocalise de manière jubilatoire, les rôles de chaque chœur s'inversant régulièrement. Le membre de phrase ein neues Lied est chanté en homophonie par les deux chœurs. Pour la deuxième phrase Die Gemeine der Heiligen, les deux chœurs chantent alternativement, à la manière des chœurs baroques vénitiens, tandis que les deux chœurs se rejoignent pour la troisième phrase Israel freue sich.

#### Fugue
| « Die Kinder Zion sei'n fröhlich über ihrem Könige, Sie sollen loben seinen Namen im Reihen; mit Pauken und mit Harfen sollen sie ihm spielen. » |  |  | « Que les enfants de Sion soient joyeux en leur roi, Qu'ils louent son nom par des danses ; avec des tambours et des harpes qu'ils jouent pour lui. » |
Cette fugue illustre la joie des enfants de Sion, c'est-à-dire de toute l'église chrétienne. Le premier chœur expose la fugue, dans l'ordre d'entrée Soprano, Alto, Ténor, Basse, tandis que le deuxième chœur scande de manière inlassable Singet dem Herrn ein neues Lied. Après l'exposition de la fugue, les deux chœurs se mêlent en une construction contrapuntique à huit voix complexe, ou le Singet dem Herrn et le texte de la fugue circule et se répondent sans arrêt entre les deux chœurs.
Gilles Cantagrel remarque la parenté musicale de ce chœur avec la fugue Cum Sancto Spirito du Gloria de la Messe en si mineur de Bach. Le texte allemand, et spécialement les consonnes, est exploité pour donner un maximum d'effets de dynamisme, de percussion et de rythme dansant; John Eliot Gardiner souligne que même si les voyelles, et même la musique, étaient supprimés, le chœur ferait toujours grand effet, de par même l'exploitation des syncopes, collisions et réponses des consonnes fricatives et implosives.

### Deuxième partie: Aria et Choral
Le second mouvement alterne les paroles du cantique Nun lob, mein' Seel', den Herren (« Maintenant, mon âme, loue le Seigneur »)  du poète allemand Johann Gramann (connu également sous le nom de Poliander) et un air chanté par l'autre chœur, dont les paroles sont peut-être de Bach lui-même. Cet entrelacement entre deux textes, l'un chanté par un chœur sous forme de choral harmonisé de manière homophone, l'autre harmonisé de manière beaucoup plus libre et lyrique, presque rhapsodique, est sans précédent.
Poliander, contemporain de Martin Luther, a été recteur à l'école Saint-Thomas de Leipzig, où Bach officiait. Le poème Nun lob, mein' Seel', den Herren, fondé sur le Psaume 103 (102), qu'il rend en rimes de manière fidèle, a une importance historique : il est le premier chant de louanges de l'église luthérienne.
La partition originelle prévoit de chanter deux versets de ce poème, le troisième et le second. À la fin de la seconde partie, Bach note : « Le second verset est identique au premier, à la différence que les chœurs changent de rôle : le premier chœur chante le choral et le second l'aria ». Cependant, le second verset est rarement chanté, en concert ou à l'enregistrement.
| Chœur 2 : 1er Verset(Choral)                        | Chœur 1 : 1er VersetChœur 2 : 2e Verset(Aria)                                                      | Chœur 1 : 2e Verset(Choral)                     |
| --------------------------------------------------- | -------------------------------------------------------------------------------------------------- | ----------------------------------------------- |
| Wie sich ein Vater erbarmet                         | | Er hat uns wissen lassen                        |
|                                                     | Gott, nimm dich ferner unser an,                                                                   |                                                 |
| Über seine junge Kinderlein,                        | | Sein hei'lges Recht und sein Gericht,           |
|                                                     | Gott, nimm dich ferner unser an,                                                                   |                                                 |
| So tut der Herr uns allen,                          | | Dazu sein Gütt ohn Massen ;                     |
|                                                     | Gott, nimm dich ferner unser an,                                                                   |                                                 |
| So wir ihn kindlich fürchten rein.                  | | Es mang'lt an sein Erbarmung nicht.             |
|                                                     | Gott, nimm dich ferner unser an,                                                                   |                                                 |
| Er kennt das arm Gemächte,                          | | Sein' Zorn lässt er whol fahren,                |
|                                                     | Gott, nimm dich ferner unser an,                                                                   |                                                 |
| Gott weiß, wir sind nur Staub,                      | | Straft nicht nach unsrer Schuld ;               |
|                                                     | Denn ohne dich ist nichts getanMit allen unsern Sachen.                                            |                                                 |
| Gleichwie das Gras vom Rechen,                      | | Die Gnad tut er nicht sparen;                   |
|                                                     | Gott, nimm dich ferner unser an,                                                                   |                                                 |
| Ein Blum und fallend Laub.                          | | Den Blöden ist er hold.                         |
|                                                     | Denn ohne dich ist nichts getanMit allen unsern Sachen.                                            |                                                 |
| Der Wind nur drüber wehet,                          | | Sein Güt ist hoch erhaben                       |
|                                                     | Gott, nimm dich ferner unser an,                                                                   |                                                 |
| So ist es nicht mehr da,                            | | Ob den', die fürchten ihn ;                     |
|                                                     | Drum sei du unser Schirm und Licht,Und trügt uns unsre Hoffnung nicht,So wirst du's ferner machen. |                                                 |
| Also der Mensch vergehet,Sein End, das ist ihm nah. | | So fern der Ost vom Abend,Ist unsre Sünd dahin. |
|                                                     | Wohl dem, der sich nur steif und festAuf dich und deine Huld verlässt.                             |                                                 |

### Troisième partie: Chœur
Le texte de la troisième partie est issu du Psaume 150 (versets 2 et 6).
| « Lobet den Herrn in seinen Taten, lobet ihn in seiner großen Herrlichkeit ! Alles, was Odem hat, lobe den Herrn Halleluja ! » |  |  | « Louez Dieu dans ses œuvres, louez-le dans toute sa grandeur ! Que tout ce qui respire loue le Seigneur, Alléluia ! » |
La construction rappelle celle du premier chœur, les deux premières phrases constituant une sorte de prélude, et la dernière la fugue. Le prélude reprend une structure en répons entre les deux chœurs, déjà observée pour la deuxième phrase de la première partie, où l'accent est donné sur les mots Lobet den Herrn qui sont martelés en alternance par les deux chœurs.
Selon John Eliot Gardiner, cette structure en répons entre les deux chœurs a pu être inspiré par les commentaire de la Bible d'Abraham Calov d'un passage de L'Exode (Ex 15,20) qui décrit comment Myriam célèbre, danse et chante en chœur avec des femmes israélites la défaite des armées du pharaon, noyées dans la mer Rouge. Calov imagine alors combien « puissantes auraient été les mélodies, et formidables les résonances et les réverbérations entre les chœurs de Myriam et ceux du Roi David dansant devant l'arche d'alliance ». Bach annote ce commentaire de Calov : « N.B : premier prélude, pour lequel deux chœurs doivent chanter la gloire de Dieu ».
Puis, les deux chœurs se réunissent et chantent la fugue finale à l'unisson. Cette fugue est exposée en sens inverse de celle de la première partie : Basse, Ténor, Alto, Soprano, dans un rythme ternaire toujours dansant, proche d'un passepied. Gilles Cantagrel le décrit comme une sorte de transe spirituelle, unissant les deux chœurs dans une même harmonie.